# Szojuz TMA–07M
A Szojuz TMA–07M a Szojuz TMA–M orosz háromszemélyes szállító/mentőűrhajó űrrepülése volt 2012-ben és 2013-ban. A 34. expedíció és a 116. Szojuz űrhajó (1967 óta).

## Küldetés
Hosszú távú cserelegénységet szállított a Nemzetközi Űrállomás fedélzetére. A tudományos és kísérleti feladatokon túl az űrhajók cseréje volt szükségszerű.

## Jellemzői
2012. december 19-én a Bajkonuri űrrepülőtér indítóállomásról egy Szojuz–FG juttatta Föld körüli, közeli körpályára. Több pályamódosítást követően december 21-én a Nemzetközi Űrállomást (ISS) automatikus vezérléssel megközelítette, majd sikeresen dokkolt. Az orbitális egység pályája 88,8 perces, 51,67 fokos hajlásszögű, elliptikus pálya perigeuma 200 kilométer, apogeuma 242 kilométer volt.
Első alkalom, hogy kanadai űrhajós volt az ISS parancsnoka. Hivatalosan Hadfield repülése az utolsó nemzetközi űrhajós az ISS fedélzetén. Az űrszolgálatban részt vevő nemzetek megállapodtak abban, hogy 2020-ig kiterjesztik az együttműködési szerződés határidejét. Így további nemzetközi űrhajósok dolgozhatnak 6 hónapos időtartamokban az ISS fedélzetén.
Az időszakos karbantartó munkálatok mellett elvégezték az előírt kutatási, kísérleti és tudományos feladatokat. A legénység több mikrogravitációs kísérletet, emberi, biológiai és biotechnológiai, fizikai és anyagtudományi, technológiai kutatást, valamint a Földdel és a világűrrel kapcsolatos kutatást végeztek. Fogadták a Progressz teherűrhajókat (M–16M, M–17M, M–18M, M–19M), a Dragon teherűrhajót, a HTV–4 teherszállítót, kirámolták a szállítmányokat, illetve bepakolták a keletkezett hulladékot.
2013. május 14-én hagyományos visszatéréssel, Zsezkazgan városától, a tervezett leszállási körzettől mintegy 149 kilométerre ért földet. A 6 fékezőrakéta hatására a leszálló sebesség 6-7 méter/másodpercről lassult 1,5 méter/másodpercre. Összesen 145 napot, 14 órát és 19 percet töltött a világűrben. 2261 alkalommal kerülte meg a Földet.

## Személyzet

### Felszállásnál
- Roman Jurjevics Romanyenko (2) parancsnok,  Oroszország
- Chris Austin Hadfield (3) fedélzeti mérnök/ISS parancsnok,  Kanada
- Thomas Henry Marshburn (2) fedélzeti mérnök,  Egyesült Államok

### Leszálláskor
- Roman Jurjevics Romanyenko (2) parancsnok,  Oroszország
- Chris Austin Hadfield (3) fedélzeti mérnök,  Kanada
- Thomas Henry Marshburn (2) fedélzeti mérnök,  Egyesült Államok

### Tartalék személyzet
- Fjodor Nyikolajevics Jurcsihin parancsnok,  Oroszország
- Luca Parmitano fedélzeti mérnök,  Olaszország
- Karen L. Nyberg fedélzeti mérnök,  Egyesült Államok